# Lac Santé
Le Lac Santé est une étendue d'eau située dans la province de l'Alberta au Canada.
Le lac est situé entre les lacs Brosseau et Poitras. Les villes et villages les plus proches sont Brosseau et Duvernay au Sud-Ouest, Lafond et Saint-Paul au Nord-Est.
Le lac Santé se déverse par un petit émissaire dans la rivière Saskatchewan Nord.